# Gmina Dravograd
Gmina Dravograd (słoweń.: Občina Dravograd) – gmina w Słowenii. W 2002 roku liczyła 8900 mieszkańców.

## Miejscowości
Miejscowości wchodzące w skład gminy Dravograd:

- Bukovje
- Bukovska vas
- Črneče
- Črneška Gora
- Dobrova pri Dravogradu
- Dravograd – siedziba gminy
- Gorče
- Goriški Vrh
- Kozji Vrh nad Dravogradom
- Libeliče
- Libeliška Gora
- Ojstrica
- Otiški Vrh
- Podklanc
- Selovec
- Sveti Boštjan
- Sveti Danijel
- Sveti Duh
- Šentjanž pri Dravogradu
- Tolsti Vrh
- Trbonje
- Tribej
- Velka
- Vič
- Vrata